# Jean-Yves Cozan
Jean-Yves Cozan (Brest, 16 de maig de 1939, Kemper, 2020) és un polític bretó, membre del Moviment Demòcrata i del Partit Bretó. Estudià sociologia i treballà com a periodista a Le Progrès de Cornouaille, del que en fou director (1962-69). Més tard entrà en el gabinet d'André Colin, antic ministre, conseller general del cantó d'Ouessant el 1978 i president del Consell General de Finisterre (1969-78), en qualitat de secretari general del CODAFF, comitè d'expansió de Finisterre. Després fou adjunt a l'alcalde de Quimper (1978-1989) 
Inicialment s'afilià al Centre dels Demòcrates Socials (CDS), però després continuà la seva carrera dins de la Unió per a la Democràcia Francesa i membre del Club Idées-Action d'Alain Madelin, que va arribar a acords amb el PS. A les eleccions regionals franceses de 1986 i 1998 fou escollit membre del Consell Regional de Bretanya i a les eleccions legislatives franceses de 1986 diputat a l'Assemblea Nacional Francesa per Finisterre. Va revalidar l'acta de diputat a les eleccions de 1988 i a les de 1993. El 1998 es va presentar al Senat de França per la llista « Indépendants de Bretagne ».
Alhora, el 1983 fou nomenat president del Parc Natural Regional d'Armor i sis empreses més, entre elles Finist'air. Ell continua sent un director de la SEM de desenvolupament de Finisterre. Fou nomenat "bretó de l'any 1991" per la revista Armor Magazine.
Al Consell Regional de Bretanya, del qual fou vicepresident fins al 2004, es va fer càrrec de la promoció de la identitat i la cultura bretona. El 2008 es va unir a Askol, associació de membres electes i simpatitzats del Partit Bretó. El 30 de març de 2009 es va incorporar al Moviment Demòcrata.